# Paxillus amazonicus
Paxillus amazonicus là một loài bọ cánh cứng trong họ Passalidae. Loài này được Reyes-Castillo & da Fonseca miêu tả khoa học năm 1998.